# Catocala mariata
Catocala mariata är en fjärilsart som beskrevs av Jacob Hübner 1818. Catocala mariata ingår i släktet Catocala och familjen nattflyn. Inga underarter finns listade i Catalogue of Life.